# Hot (Israël)
Hot Telecommunication Systems Ltd. is een bedrijf dat voorziet in kabeltelevisie, last-mile internet, breedband - en telecommunicatiediensten in Israël. Het bedrijf biedt ook verschillende data-overdracht- en netwerkdiensten tegen verschillende tarieven, diensten aan het bedrijfsleven en andere ondersteunende diensten.
In 2017 is Hot overgenomen door de Nederlandse telecommunicatie-onderneming Altice.